# Машкова Марія Володимирівна
Марія Володимирівна Машкова (нар. 19 квітня 1985, Новосибірськ, Новосибірська область, РРФСР, СРСР) — російська акторка театру і кіно. Донька російського актора Володимира Машкова.

## Біографія
Народилася 19 квітня 1985 року в Новосибірську в акторській родині. Батько — Володимир Львович Машков (нар. 27 листопада 1963), актор і режисер, народний артист Російської Федерації (2010). Мати — Олена Павлівна Шевченко (нар. 23 жовтня 1964), акторка і режисерка, служила в Московському академічному театрі імені Володимира Маяковського.
З місяця від народження, коли батьки поїхали до Москви навчитися в театральних вузах, і до восьмирічного віку Марія жила в авіамістечку під Новосибірськом з бабусею Валентиною та дідусем Павлом (по лінії матері), льотчиком за професією. Батьки розлучилися, коли їй було два роки. Після розлучення Володимир Машков продовжував брати участь у вихованні дочки, знову одружився. Олена Шевченко теж одружилася й народила двох синів: Микиту (нар. 1994) і Всеволода (нар. 2002).
У 1992 році Маша переїхала жити до матері в Москву, де у 7 років вперше вийшла на театральну сцену. Марія зіграла невелику роль на сцені Московського академічного театру імені Володимира Маяковського, в якому тоді служила її мама, у виставі «Вікторія?..» за п'єсою Теренса Реттігена (режисер — Андрій Гончаров), головні ролі в якому виконували Наталія Гундарева та Армен Джигарханян. У 2002 році, коли навчалася у випускному 11-му класі середньої школи з етнокультурним ухилом, в цьому ж театрі зіграла головну роль Гільди у виставі «Будівельник Сольнес» за однойменною п'єсою Генріка Ібсена режисерки Тетяни Ахрамкової.
У кіно дебютувала в 11 років у фільмі Володимира Грамматикова «Маленька принцеса» (1997), в якому зіграла роль Лавінії. У 1998 році разом з мамою знялася у популярній комедії Максима Пежемського «Мама не горюй» в ролі хуліганки Маші. У 1999 році вийшов фільм Валерія Ахадова «Жінок кривдити не рекомендується», в якому Марія зіграла доньку головної героїні.
У 2002 році, після закінчення середньої школи зі срібною медаллю, вступила одночасно до Російської економічної академії імені Г. В. Плеханова на економічний факультет і до Щукінського училища, але, впевнившись (для самооцінки), що може самостійно вступити в театральний вуз, вибрала економіку. Провчившись в академії два місяці зі сльозами на очах, потай від батьків вирішила перейти на акторський факультет Вищого театрального училища імені Б. В. Щукіна (художній керівник курсу — Володимир Петрович Поглазов), яке закінчила в 2006 році вже як Театральний інститут імені Бориса Щукіна..
У 2006 році була прийнята в трупу Московського державного театру «Ленком». Звільнилася у 2010 році перед народженням дочки.
У кіно спочатку грала невеликі ролі, в тому числі у фільмі Володимира Машкова «Тато» (2004). Популярність прийшла після ролі Марії Тропінкіної в телесеріалі «Не народися вродливою» (2005—2006).

## Особисте життя
Перший чоловік (з 2005 року по квітень 2009 року) — Артем Сергійович Семакін (нар. 12 липня 1980), актор театру і кіно. Вони зустрілися на зйомках «Не народись вродливою». Артем був одружений з акторкою Анастасією Міляєвою, в них росла дочка Софія. У 2005 році Артем і Марія таємно одружилися. Шлюб був розірваний на початку квітня 2009 року.
Другий чоловік (з вересня 2009 року) — Олександр Олександрович Слободяник-молодший, музикант і бізнесмен, власник мережі магазинів з продажу музичних інструментів, син піаніста і заслуженого артиста РРФСР Олександра Слободяника. Марія та Олександр одружилися 2 вересня 2009 року. Діти:
- Стефанія Слободяник (нар. 6 червня 2010).[7]
- Олександра Слободяник (нар. 12 березня 2012)[12].

## Громадянська позиція
У 2022 році Машкова виступила на CNN проти російського вторгнення в Україну і засудила заяви свого батька на підтримку уряду Володимира Путіна та вторгнення. Зрештою, вона зреклася свого батька.

## Творчість

### Ролі в театрі

#### Московський академічний театр імені Володимира Маяковського
- 1992 — «Вікторія?..» за п'єсою Теренса Реттигена (режисер — Андрій Гончаров) — * 2002 — «Будівельник Сольнес» за однойменною п'єсою Генріка Ібсена (режисер Тетяна Ахрамкова[5]; прем'єра — 3 квітня 2002 року) — фрекен Гільда Вангель, дочка окружного лікаря в Люсангере[4]

#### Театр «Практика» (Москва)
- 2005 — «Три дії з чотирьох картин» за однойменною п'єсою В'ячеслава Дурненкова (режисер Михайло Угаров) — Соня[17]

#### Московський державний театр «Ленком»
- 2006 — «Варвар та єретик» за романом «Гравець» Ф. М. Достоєвського (режисер-постановник — Марк Захаров; прем'єра — травень 1997 року; знято з репертуару в 2008 році) — мадемуазель Бланш де Коменж (mademoiselle Blanche de Cominges), француженка (введення)
- 2006 — «Тартюф» за комедійною п'єсою «Тартюф, або Обманщик» Мольєра (режисер — Володимир Мірзоєв; прем'єра — 19 грудня 2006 року) — Ельміра, дружина Оргона, сестра Клеанта
- 2009 — «Вишневий сад» за однойменною п'єсою А. П. Чехова (режиссер — Марк Захаров; прем'єра — 23 вересня 2009 року) — Шарлотта Іванівна, гувернантка

#### «Відкритий театр Юлія Малакянца» (Москва)
- 2006 — «Вільний стрілець Кречинський», антрепризний спектакль за мотивами комедії «Весілля Кречинського» Олександра Сухово-Кобиліна та опери «Вільний стрілець» Карла Марії фон Вебера (режисерка Тетяна Ахрамкова; прем'єра відбулася 24 квітня 2006 року на сцені Московського драматичного театру імені К. С. Станіславського) — Лідочка Муромська, дочка заможного ярославського поміщика Петра Костянтиновича Муромського[18][19].

#### «Театр.doc» (Москва)
- 2007 (дотепер) — «Штірліц йде по коридору. — По якому коридору? — По нашому коридору…», антрепризний[2] спектакль за п'єсою Алли Соколовою «Фантазії Фарятьєва» («Інший театр»[20], «Театр.doc», Москва[2][21]; режисер — Олена Шевченко) — Олександра / Любов

### Фільмографія
1. 1997 — Маленька принцеса — Лавінія, вередлива дівчинка
2. 1998 — Мама, не горюй — дівчинка
3. 1999 — Жінок кривдити не рекомендується — Анюта, дочка Віри
4. 2002 — Next 2 — Світлана
5. 2004 — Легенда про Кащея — Баба-яга (молода)
6. 2004 — Тато — студентка в гуртожитку
7. 2005 — Мама, не горюй 2 — Олеся, солістка групи «Штучки»
8. 2005 — Талісман любові — Стеха Ковригіна, служниця в будинку Уварових, молодша дочка Уляни Ковригіної
9. 2005—2006 — Не народись вродливою — Марія Тропінкина, секретарка на ресепшені в компанії «Зімалетто», пізніше секретарка президента компанії
10. 2006 — Все змішалося в домі — Юля, сестра дружини Бобова
11. 2007 — Сьома пелюстка — Віра Сергіївна
12. 2008 — Закриті простори — Віка Соболь, що розносить піцу
13. 2008 — Спадок — Ніна Опятко, дівчина Костянтина
14. 2008 — Прилетить раптом чарівник — Галя
15. 2009 — Гарячі новини — Катерина Вербицька, капітан, прессекретарка ГУВС
16. 2009 — Одержимий (Джек-Різник) — Жанна Клеменко, журналістка, репортерка кримінальної хроніки газети «Злочинний світ»
17. 2009 — Операція «Праведник» (Чортова дюжина) — Ліля, дияволиця, дочка диявола Віллі
18. 2010 — Про любоff — Рита, подруга Даші
19. 2011 — Чорна мітка — Жанна Ізотова
20. 2011 — Забутий — Людмила Мішина, друга секретарка міськкому ВЛКСМ обласного містечка
21. 2012 — Вероніка. Втрачене щастя — Зоя
22. 2012 — Степові діти — Поліна, продавчиня
23. 2012 — Моя велика сім'я — Маргарита
24. 2012 — Іван і Толян — Міла
25. 2012 — Полювання на гауляйтера — Марія Архипова, антифашистка-підпільниця (прототип — Марія Борисівна Осипова)
26. 2013 — Ідеальний шлюб — Наталія Феоктистова, маркетологиня
27. 2013 — Вероніка. Втікачка — Зоя
28. 2013 — Жити далі — Віра Воробйова, патронажна сестра, співробітниця патронажної служби «Співчуття», сестра-близнючка Олени / Олена Воробйова, сестра-близнючка Віри[22]
29. 2013 — Колишня дружина (серія № 5) — Світлана, мати Сашка
30. 2014 — Бідна Liz (Росія, Україна) — Єлизавета Соколова, кубанська козачка
31. 2015 — Втеча з Москвабада — Марія Ласточкіна, інспектор ФМС по місту Москві, керівниця опергрупи з виявлення незаконно проживаючих мігрантів[23]
32. 2015 — Любити не можна ненавидіти — Аліна Сабурова, прокурорка, дружина адвоката Дмитра Сабурова
33. 2016 — Вибивала — Ольга Андріївна Малініна, капітан поліції, старша слідча слідчого департаменту МВС
34. 2017 — Рідні люди — Маргарита
35. 2017 — МакМафія — Маша Попова
36. 2017 — Світлана з того світу — Світлана Цвєткова, випускниця медичного училища, візочниця / Світозара, маг-біоенерготерапевтка[24]
37. 2017 — Ідеальний ворог — Вероніка Андріївна Нестеренко, капітан поліції, слідча, співробітниця слідчого управління
38. 2018 — Лапсі — Віра Павлівна Бойко, епідеміологиня-вірусологиня, співробітниця НДІ вірусології
39. 2020 — Переклад з німецької — Ірина Янівна Воскресенська, викладачка філологічного факультету МДУ
40. 2020 — Окаянні дні (новела «Мати») — Віка
41. 2020 — Заколот — Катерина Михайлівна Мілєва

### Участь у рекламі
- 2017 — разом зі своїм батьком Володимиром Машковим, що є головним рекламним обличчям ПАТ «ВТБ 24», Марія знялася у двох відеороликах рекламної кампанії «Прості істини» банку, знятих у жанрі магічного реалізму[25]. Зйомки відбулися в Португалії.[2]

## Нагороди
- 2009 — лавреатка молодіжної недержавної російської премії «Тріумф» у галузі вищих досягнень літератури і мистецтва за 2009 рік.[26]
- 2015 — приз «Найкраща жіноча роль в повнометражному ігровому фільмі» на XI Казанському міжнародному фестивалі мусульманського кіно — за роль Марії Ласточкіної в повнометражному художньому фільмі «Втеча з Москвабада» режисера Дар'ї Полторацької.[23]